# Rhynchospora boninensis
Rhynchospora boninensis är en halvgräsart som beskrevs av Takenoshin Nakai och Takasi Tuyama. Rhynchospora boninensis ingår i släktet småag, och familjen halvgräs.
Artens utbredningsområde är Ogasawara-shoto. Inga underarter finns listade i Catalogue of Life.